# 迪布罗瓦 (奥莱夫斯克市镇)
51°9′37″N 27°58′22″E / 51.16028°N 27.97278°E

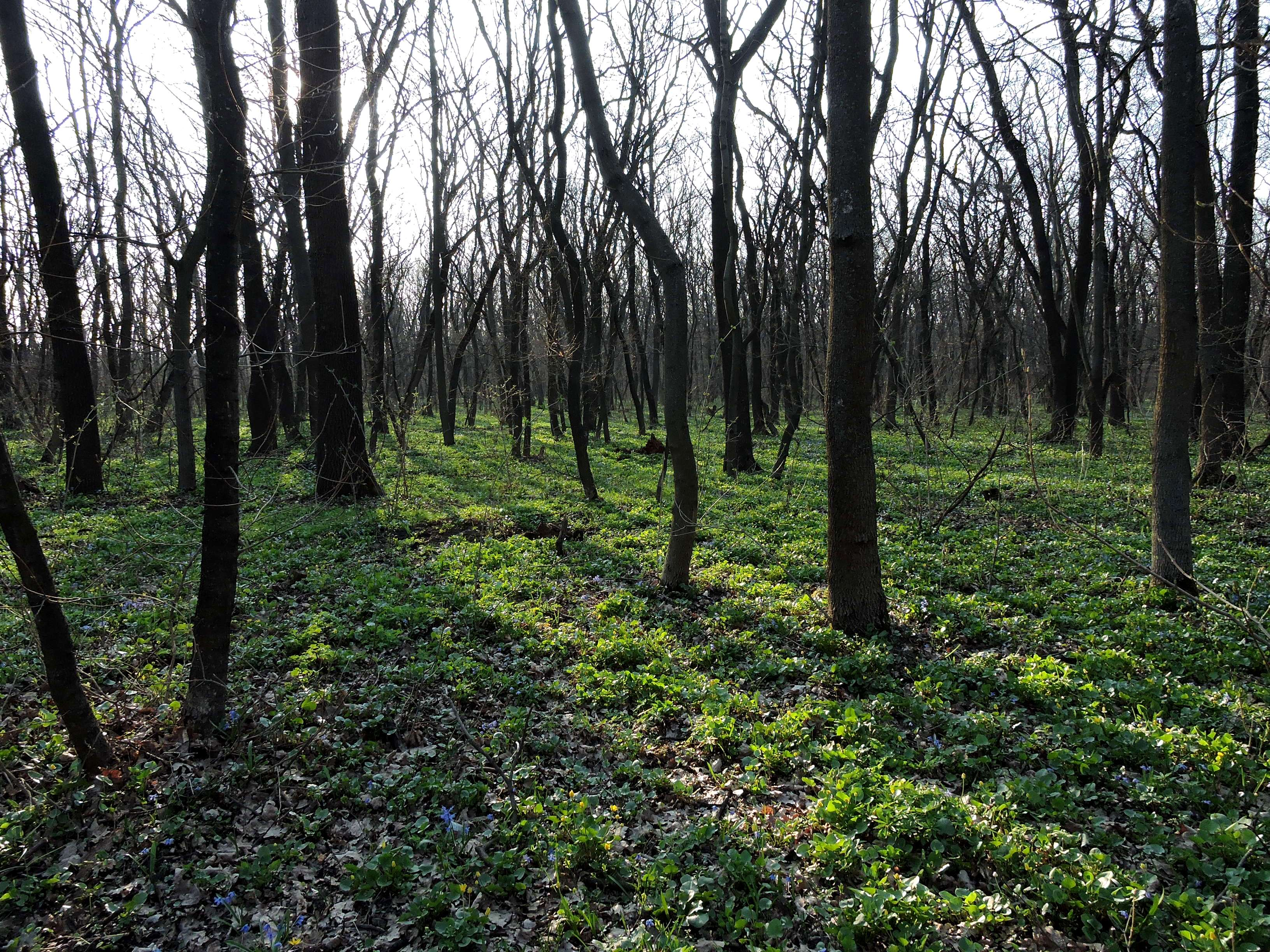

迪布罗瓦（烏克蘭語：Діброва），是烏克蘭北部日托米爾州科羅斯堅區奥莱夫斯克市镇的鎮。處於熱雷夫河畔，始建於1569年，面積1平方公里，海拔高度224米，2011年人口138，人口密度每平方公里138人。